# Little Puff in Dragonland
Little Puff in Dragonland est un jeu vidéo édité par Consult Software et sorti en 1989 sur Amstrad CPC, ZX Spectrum, et Amiga, puis en 1990 sur Atari ST et  Commodore 64. Il s'agit d'un Jeu d'aventure/plates-formes dans lequel le joueur incarne Puff, un bébé dragon égaré qui cherche à  rentrer chez lui.
Le jeu sort sur la plateforme de streaming Antstream Arcade le 1er juillet 2019.
Little Puff in Dragonland connaît une suite, DJ Puff, sortie en 1992 sur Amstrad CPC, ZX Spectrum, Commodore 64 et DOS .

## Scénario
Puff est un bébé dragonneau fort curieux. Un jour que l'ennui le gagne, il décide d'explorer les alentours de sa maison. Malheureusement, il se perd rapidement dans la forêt et ne parvient pas à retrouver le chemin qui le ramènera chez lui. Puff est trop jeune pour survivre seul dans la forêt, il devra donc compter sur l'aide du joueur pour retrouver son chemin, éviter les pièges qui se dressent sur sa route et résoudre les divers puzzle qui lui permettront de progresser à travers cet univers hostile et regagner son foyer.

## Système de jeu

### Généralités
Little Puff in Dragonland est un jeu d'aventure qui incorpore également des éléments de jeu de plates-formes et de réflexion. Le joueur contrôle Puff et le déplace dans un monde ouvert en vue de côté, rendu à l'écran grâce à une technique de flip-screen. Cette technique permet d'explorer la totalité de la carte à travers une succession de changements d'écran. Le jeu affiche un seul écran fixe, dans lequel le joueur peut déplacer le personnage librement. Lorsque le personnage atteint un côté de l'écran, un effet de transition fait disparaître l'écran en cours et affiche la partie suivante de la carte.
Des obstacles se dressent régulièrement sur le chemin et entravent la progression du personnage-joueur. Afin d'avancer, ce dernier doit trouver divers objets qui lui serviront à débloquer le passage. Par exemple, la bouée trouvée dans les souterrains permet à Puff de traverser la rivière sans se noyer, et la fiole offre à ce dernier la capacité de souffler du feu, ce qui lui permet de calciner la branche d'arbre qui lui bloque le passage. Puff ne peut transporter que trois objets à la fois. S'il veut se saisir d'un nouvel objet, il doit au préalable déposer un objet de son inventaire si ce dernier est plein. Les objets abandonnés peuvent être récupérés à tout moment à l'endroit où ils ont été déposés. Puff doit également récupérer les quatre morceaux de son laisser-passer pour Dragonland, la ville où se situe sa maison. Ces morceaux ne sont pas soumis à la limitation imposée par l'inventaire.
Le personnage peut de déplacer de gauche à droite ou de droite à gauche. Il est également capable de sauter.
Les ennemis tuent Puff d'un simple contact. Le personnage-joueur ne disposant que d'une seule vie, il doit les éviter à tout prix.
La partie est gagnée lorsque Puff a rassemblé les quatre morceaux du laisser-passer, surmonté les obstacles lui barrant le passage et retrouvé le chemin jusqu'à sa maison.

### Les objets utiles
- La caisse : sert de plateforme pour atteindre une zone inaccessible.
- La fiole : offre à Puff la capacité de cracher du feu. Ce dernier peut ainsi se débarrasser d'une branche d'arbre bloquant le chemin
- La bouée : sert à traverser la rivière
- Le casque de sécurité : permet de se protéger contre la chute d'une noix de coco. Sans cette protection, la blessure occasionnée est fatale à Puff
- La Noix de coco : permet d'empêcher une plateforme mouvante de remonter
- La scie : permet d'ouvrir la noix de coco, dans laquelle se cache une pièce d'or
- La pièce d'or : permet de s'acquitter du droit d'entrée pour Dragonland

Certains objets sont inutiles et ne servent qu'à mettre le joueur sur de fausses pistes: la pompe à air, le pistolet, le tire-bouchon, le râteau, la pelle, la pièce, la planche, le diamant.
D'autres objets, sous forme de fruits ou de nourriture, servent uniquement à donner des points au joueur: le raisin, la pomme, la banane, le hamburger.

## Réception

### En France
Lors de sa sortie, Little Puff in Dragonland a reçu des critiques plutôt positives. Jacques Harbonn, du magazine Tilt souligne que « la réalisation est d'un bon niveau avec des graphismes variés et soignés, une animation très correcte, une agréable musique d'accompagnement et une maniabilité sans reproche. » En revanche, il signale que « la fenêtre d'action est un peu petite » et que « les bruitages d'action font défaut ». Il conclut en affirmant que  « la part d'aventure est assez importante et enrichit d'autant ce logiciel d'action. »

### À l'étranger
| Périodique               | Plateforme   | Date           | Pays            | Note   |
| ------------------------ | ------------ | -------------- | --------------- | ------ |
| Your Sinclair            | ZX Spectrum  | juillet 1990   | Grande-Bretagne | 83/100 |
| Amiga Joker              | Amiga        | avril 1991     | Allemagne       | 65/100 |
| Aktueller Software Markt | Commodore 64 | septembre 1990 | Allemagne       | 52/100 |